# Route nationale 159
Die Route nationale 159, kurz N 159 oder RN 159, war eine französische Nationalstraße.
Sie wurde 1824 zwischen La Membrolle-sur-Choisille und Laval festgelegt und geht auf die Route impériale 179 zurück. Ihre Länge betrug 134 Kilometer. 1973 wurde die Nationalstraße komplett abgestuft. Seit 1978 findet die Nummer Verwendung für den 1976 als Nationalstraße 59A in Betrieb genommenen mautpflichtigen Maurice-Lemaire-Tunnel in den Vogesen, wo sie eine Alternative für die Passstraße N 59 über den Col de Sainte-Marie diente. Seit 2006 verbindet sie die zweigeteilte N 59, da die Passstraße zur Départementstraße 459 abgestuft wurde.

## Streckenverlauf
| Position | höchste zulässige Gesamtgeschwindigkeit | Abschnitt | km                                                              | Längengrad | Breitengrad |
| -------- | --------------------------------------- | --------- | --------------------------------------------------------------- | ---------- | ----------- |
| 1        | 90                                      | 2         | N 59                                                            | 48.2924    | 7.0728      |
| 2        | 90                                      | 2         |                                                                 | 48.2902    | 7.1064      |
| 3        | 90                                      | 2         | Sainte Marie aux Mines (Maurice Lemaire) (Tunnel) Länge: 6872 m | 48.2897    | 7.1128      |
| 4        | 90                                      | 2         |                                                                 | 48.2842    | 7.1252      |
| 5        | 90                                      | 2         |                                                                 | 48.2534    | 7.1900      |
| 6        | 90                                      | 2         | N59 – Sainte-Marie-aux-Mines                                    | 48.2539    | 7.1950      |
| 7        | 90                                      | 2         | N59                                                             | 48.2539    | 7.1950      |